# Corneliu Constantinescu

Corneliu Constantinescu, 1999

Corneliu Constantinescu (* 1929 in Buzău) ist ein rumänischer Mathematiker, der sich mit Analysis befasst.
Constantinescu studierte Mathematik an der Universität Bukarest mit der Promotion 1958 bei Simion Stoilow (On the classification of Riemann surfaces).  Danach war er am Mathematischen Institut der Rumänischen Akademie der Wissenschaften. Ab 1972 war er zunächst als Gastwissenschaftler an der ETH Zürich und Gastprofessor an der EPFL Lausanne. 1973 bis 1976 war er Gastprofessor an der ETH Zürich, 1976 bis 1978 Professor an der TU Hannover und 1978 bis zur Emeritierung Professor an der ETH Zürich.
Er befasst sich mit Riemannschen Flächen, axiomatischer Potentialtheorie, Maßräumen und C*-Algebren.

## Schriften
- mit Aurel Cornea:  Ideale Ränder Riemannscher Flächen, Ergebnisse der Mathematik und ihrer Grenzgebiete, Springer 1963
- mit  Aurel Cornea: Potential Theory on Harmonic Spaces, Grundlehren der mathematischen Wissenschaften 158, Springer 1972
- Topologische Räume, ETH Verlag 1979
- Duality in Measure Theory, Lecture Notes in Mathematics 796, Springer 1980
- Mass und Integral, ETH Verlag 1982
- Spaces of Measures, De Gruyter 1984
- mit Wolfgang Filter, Karl Weber, Alexia Sontag: Advanced Integration Theory, Kluwer 1998
- Herausgeber: C*-Algebras, 5 Bände, Elsevier 2001